# Oswald Bruce Cooper
Oswald Bruce Cooper, també conegut com a Oz Cooper (Mount Gilead, Ohio, 13 de març de 1879 - Chicago, 17 de desembre de 1940) va ser un tipògraf, dissenyador gràfic i cal·lígraf estatunidenc.

## Biografia
El 1894 comença la seva marxa com a impressor i el 1899 es trasllada a Chicago per assistir a l'Escola Holme d'il·lustració on Frederic W. Goudy li ensenyaria l'art de la tipografia. El 1902 es converteix en professor de l'Escola Holme i seria, de manera intermitent, director del col·legi. Dos anys més tard, el 1904 va formar Bertsch & Cooper amb Fred S. Bertsch per proporcionar serveis de disseny i retolació. El 1914 la seva empresa tenia més de 50 empleats i les seves lletres per als anuncis de Packard eren famosos. Cooper era un expert en cal·ligrafia. Des de 1918 fins a 1928 Barnhart & Spindler van emetre els seus dissenys de lletres. Aquests inclouen Cooper Old Style i el seu més famós disseny Cooper Black. També va ser un dels membres fundadors de la Societat d'Art Tipogràfic. El 1939 va treballar en la identitat corporativa del Chicago Daily News.